# Nyuaje Krystos
Nyuaje Krystos (amh. ንዋየ ክርስቶስ, co znaczy Własność Chrystusa, imię tronowe Sejfe Aryd, co znaczy Miecz grozy, ur. ?, zm. 1372) – cesarz Etiopii w latach 1344–1372.

## Początki rządów

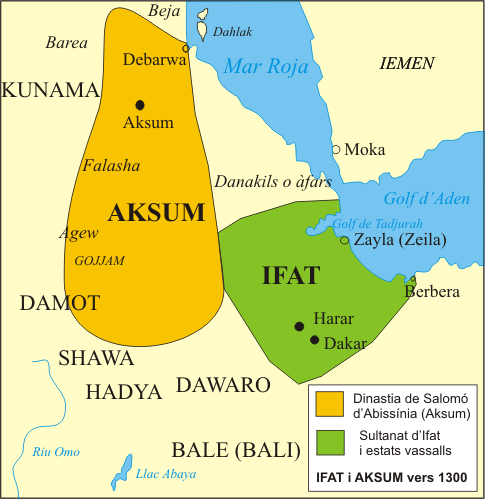
Sułtanat Ifat i Cesarstwo Etiopii około 1300.

Nyuaje Krystos pochodził z dynastii salomońskiej i był najstarszym synem cesarza Amde Tsyjona I. Według szkockiego podróżnika przebywającego na terenie Etiopii w drugiej połowie XVIII wieku, Jamesa Bruce’a, Nyuaje Krystos był obecny w czasie kampanii wojennej swojego ojca przeciwko Salihowi, królowi Mary, która miała miejsce po tym jak Amde Tsyjon I stłumił bunt Sabr-ad-Dina I z sułtanatu Adal. Po śmierci swojego ojca Amde Tsyjona, Nyuaje Krystos spełnił prośbę abuny Jakuba i przywrócił z wygnania mnichów, wypędzonych przez swojego ojca i obiecał żyć w monogamicznym związku, w przeciwieństwie do swoich poligamicznych poprzedników. Mimo postanowień Nyuaje Krystos nie dotrzymał słowa i wrócił do starego zwyczaju, poślubiając trzy kobiety. Gdy abuna Jakub, oraz przywódcy klasztorni zaprotestowali przeciwko temu, cesarz wysłał Jakuba z powrotem do Egiptu, a pozostałych mnichów wygnał do południowej części swojego królestwa.

## Walki z muzułmanami
Podczas rządów Nyuaje Krystosa, Ali ibn Sabr-ad-Din z dynastii Uelasma podniósł bunt przeciwko Etiopii. W odpowiedzi cesarz przeprowadził kampanię wzdłuż wschodniej granicy Etiopii na terytoriach Adalu, oraz Ifatu. Ze względu na brak wsparcia ze strony swoich poddanych, bunt Alego zakończył się klęską, a on sam został złapany wraz ze wszystkimi swoimi synami. Kampania cesarza skutecznie zniszczyła sułtanat Ifatu i zakończyła jego byt jako niepodległe państwo. Nyuaje Krystos więził Alego ibn Sabr-ad-Dina i wszystkich jego synów z wyjątkiem Ahmeda Harb Arada, którego ustanowił zarządcą Ifatu. Po ośmiu latach Ali został przez cesarza zwolniony z więzienia i odzyskał władzę, zaś Ahmed i jego synowie zostali wykluczeni z rządów, co rozpoczęło wewnętrzną walkę w sułtanacie. W następnych latach Nyuaje Krystos interweniował na rzecz różnych stron konfliktu. Czasami pomagał Alemu, a innym razem Ahmedowi, co zapewne miało na celu osłabić i skłócić wewnętrznie swoich wrogów.

## Ostatnie lata panowania
Pomimo swoich wcześniejszych działań przeciwko etiopskiemu Kościołowi, pod koniec swojego panowania Nyuaje Krystos zdecydowanie pomógł patriarsze Aleksandrii Markowi IV, który został uwięziony przez sułtana Egiptu, As-Saliha Isma'ila, rządzącego w latach 1342–1345. Pierwszym krokiem w tej sprawie było uwięzienie egipskich kupców w Etiopii, a drugim wyruszenie na Egipt na czele licznej armii. Według tradycji patriarcha Marek został uwolniony i wysłał delegację w celu przekonania cesarza, aby ten powrócił do swego królestwa. Władca Etiopii miał się posłuchać Marka, ale potraktował członków delegacji jako niechcianych gości. Nyuaje Krystos jest także uznawany za odnowiciela starożytnego kościoła Gebre Ygziaber w pobliżu jeziora Hajk, splądrowanego i spalonego w 1531 roku przez wojska imama Ahmada ibn Ibrihima al-Ghaziego, zwanego również imamem Graniem.